# Open Air Theatre di Expo 2015
L'Open Air Theatre di Expo 2015 è il grande teatro all'aperto che si trova all'estremità sud del cardo del sito espositivo. È la più grande area eventi del sito, ha una capienza di circa 6.000 posti a sedere ed è dedicato a San Carlo Borromeo.
Il teatro ospitò la cerimonia di inaugurazione dell'esposizione e, da marzo ad agosto 2015, lo spettacolo Allavita! ideato in esclusiva per l'evento dal Cirque du Soleil. Alla fine di questo periodo è stato utilizzato per eventi e concerti, tra cui:
- Cerimonia D'Apertura Di Expo 2015
- Concerto di The Kolors[1]
- Concerto di Elisa[2]
- Assemblea nazionale di Coldiretti[3]
- Cerimonia Di Chiusura Di Expo 2015
- Evento benefico Bocelli & Zanetti Night
- Concerto di Gianna Nannini

La grande copertura a protezione del palco è dotata di pannelli solari.